# Кромбек сомалійський
Кромбек сомалійський (Sylvietta isabellina) — вид горобцеподібних птахів родини Macrosphenidae.

## Поширення
Вид поширений в Східній Африці. Трапляється в Ефіопії, Сомалі, Кенії та на півночі Танзанії. Живе у субтропічних або тропічних вологих скребах.

## Опис
Дрібний птах, завдовжки 9-10 см.

## Спосіб життя
Живиться комахами та іншими дрібними членистоногими. Розмножується в кінці сухого сезону і на початку сезону дощів.